# Resolución 159 del Consejo de Seguridad de las Naciones Unidas
La resolución 159 del Consejo de Seguridad de las Naciones Unidas, adoptada por unanimidad el 28 de septiembre de 1960, después de examinar la solicitud de la República de Malí para la membresía en las Naciones Unidas, el Consejo recomendó a la Asamblea General que Malí fuese admitida.
Malí, junto con la República de Senegal, había sido admitida dentro de la Federación de Malí en la resolución 139 hasta que la federación se separó el 20 de agosto de 1960.